# Denver Broncos 2011
La stagione 2011 dei Denver Broncos è stata la 42ª della franchigia nella National Football League, la 52ª complessiva e la prima con John Fox come capo-allenatore.

## Scelte nel Draft 2011

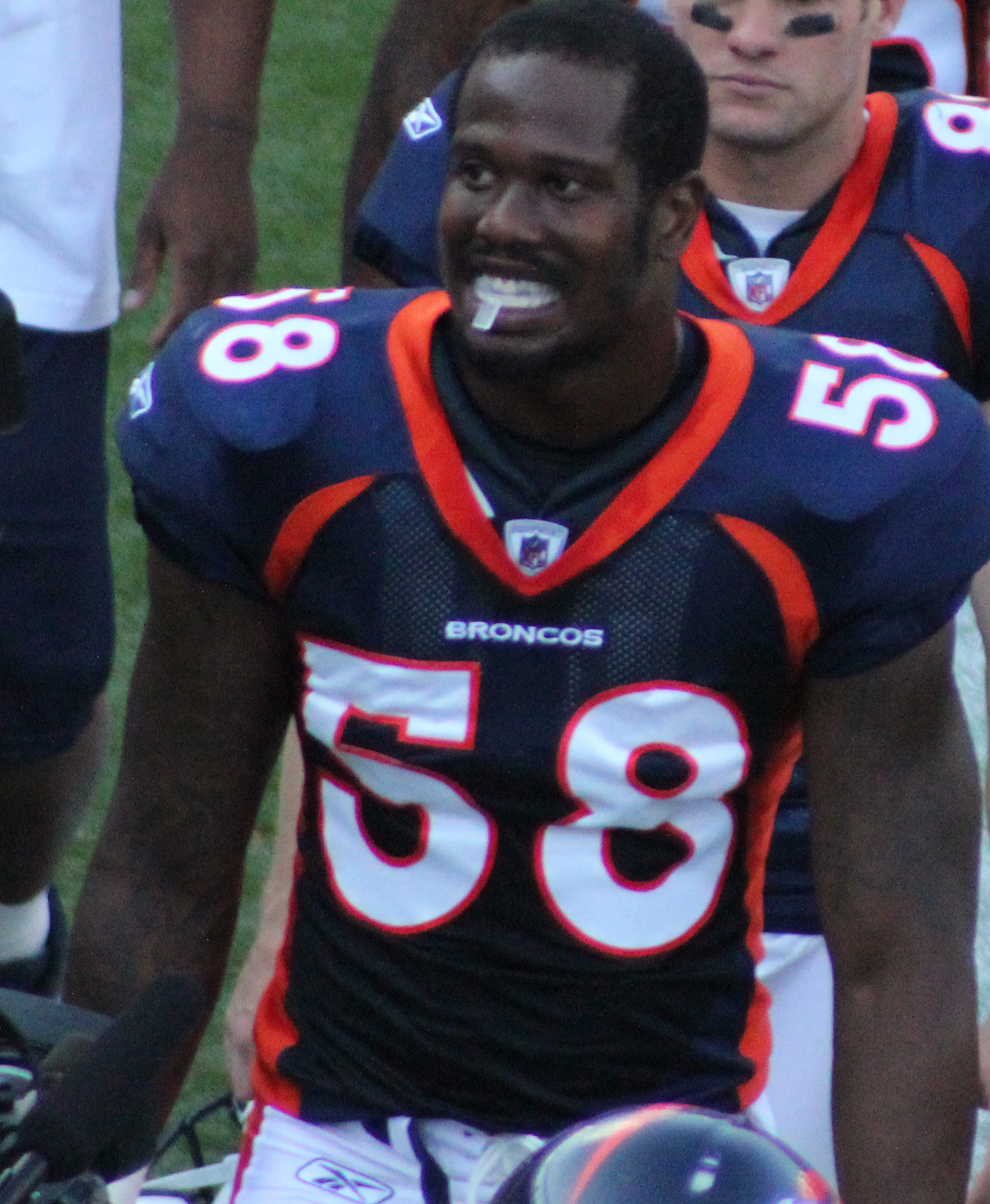
Von Miller fu scelto come secondo assoluto dai Broncos nel Draft 2011

## Staff
| Staff dei Denver Broncos nel 2011 |
| --- |
| Organi dirigenziali - Proprietario: Pat Bowlen - Presidente: Joe Ellis - General manager: Brian Xanders Capo allenatore - John Fox Altri allenatori - Sviluppo della forza e della condizione: Rich Tuten - Assistente della forza e della condizione: Justin Lovett e Greg Saporta - Qualità e controllo dell'attacco: Brian Callahan - Qualità e controllo della difesa: Jay Rodgers Allenatori dell'attacco - Coordinatore dell'attacco: Mike McCoy - Quarterback: Adam Gase - Running Back: Eric Studesville - Wide Receiver: Tyke Tolbert - Tight End: Clancy Barone - Offensive Line: Dave Magazu Allenatori della difesa - Coordinatore della difesa: Dennis Allen - Defensive Line: Wayne Nunnely - Linebacker: Richard Smith - Secondary: Ron Milus - Assistente Secondary: Sam Garnes Allenatori dello special team - Coordinatore dello Special Team: Jeff Rodgers - Assistente dello Special Team: Keith Burns |

## Roster
| Roster dei Denver Broncos nel 2011 |
| --- |
| Quarterback - 9 Brady Quinn - 15 Tim Tebow Running Back - 35 Lance Ball - 37 Jeremiah Johnson - 23 Willis McGahee - 40 Austin Sylvester FB Wide Receiver - 87 Eric Decker PR - 16 D'Andre Goodwin - 19 Eddie Royal - 88 Demaryius Thomas - 12 Matthew Willis Tight End - 86 Daniel Fells - 85 Virgil Green - 81 Dante Rosario - 80 Julius Thomas Offensive Linemen - 68 Zane Beadles G/T - 78 Ryan Clady T - 75 Chris Clark T - 74 Orlando Franklin T - 72 Ryan Harris T - 76 Tony Hills T - 71 Russ Hochstein G - 65 Manny Ramirez G - 50 J.D. Walton C Defensive Linemen - 91 Robert Ayers DE - 77 Brodrick Bunkley DT - 92 Elvis Dumervil DE - 95 Derrick Harvey DE - 90 Jason Hunter DE - 98 Ryan McBean DT - 79 Marcus Thomas DT - 96 Mitch Unrein DT Linebacker - 57 Mario Haggan ILB - 56 Nate Irving ILB - 59 Brian Iwuh OLB - 51 Joe Mays ILB - 58 Von Miller OLB - 53 Mike Mohamed MLB - 55 D.J. Williams OLB - 52 Wesley Woodyard OLB Defensive Back - 24 Champ Bailey CB - 30 David Bruton FS - 28 Quinton Carter SS - 32 Tony Carter CB - 20 Brian Dawkins SS - 21 André Goodman CB - 25 Chris Harris CB - 26 Rahim Moore S - 36 Rafael Rush SS - 29 Jonathan Wilhite DB Special Team - 4 Britton Colquitt P - 66 Lonie Paxton LS - 5 Matt Prater K Lista delle riserve - 73 Chris Kuper G (IR) - 83 Mark Dell WR (IR) - 42 Mario Fannin RB (IR) - -- Jeremy Jarmon DT - 46 Spencer Larsen FB (IR) - -- Cyril Obiozor DE - 27 Knowshon Moreno RB (IR) - -- Joshua Moore CB - -- Ramzee Robinson CB - 22 Syd'Quan Thompson CB (IR) - 41 Cassius Vaughn CB (IR) - 99 Kevin Vickerson DT (IR) - 94 Ty Warren DE (IR) Squadra di allenamento - 97 Jeremy Beal DE - 67 Adam Grant T - 84 Cornelius Ingram TE - 33 Xavier Omon RB - 14 Greg Orton WR - 93 Sealver Siliga DT - 82 Tim Toone WR - 2 Adam Weber QB 53 attivi, 13 inattivi, 8 nella squadra di allenamento |
| Legenda - I rookie sono in corsivo. - Il primo ruolo è il principale mentre gli eventuali successivi indicano i ruoli secondari. - (IR) sta per Injured Reserve ed indica la lista ristretta per un solo giocatore infortunato che può tornare ad allenarsi dopo la settimana 6 e a rientrare in prima squadra dopo che questa ha giocato 8 partite. - (NF-Inj.) / (NF-Ill.) stanno rispettivamente per Non-Football Injured e Non-Football Illness ed indicano le liste dove viene inserito un giocatore che ha un infortunio o una malattia non dipendente dal football americano. - (PUP) sta per Physically Unable to Perform ed indica la lista dove viene inserito un giocatore mentre è in attesa di recuperare la condizione fisica. Nella stagione regolare dopo la sesta partita giocata dalla propria squadra, il giocatore ha tempo tre settimane per riprendere ad allenarsi, più tre settimane aggiuntive dal suo rientro agli allenamenti per rientrare in prima squadra. |

## Calendario

### Stagione regolare

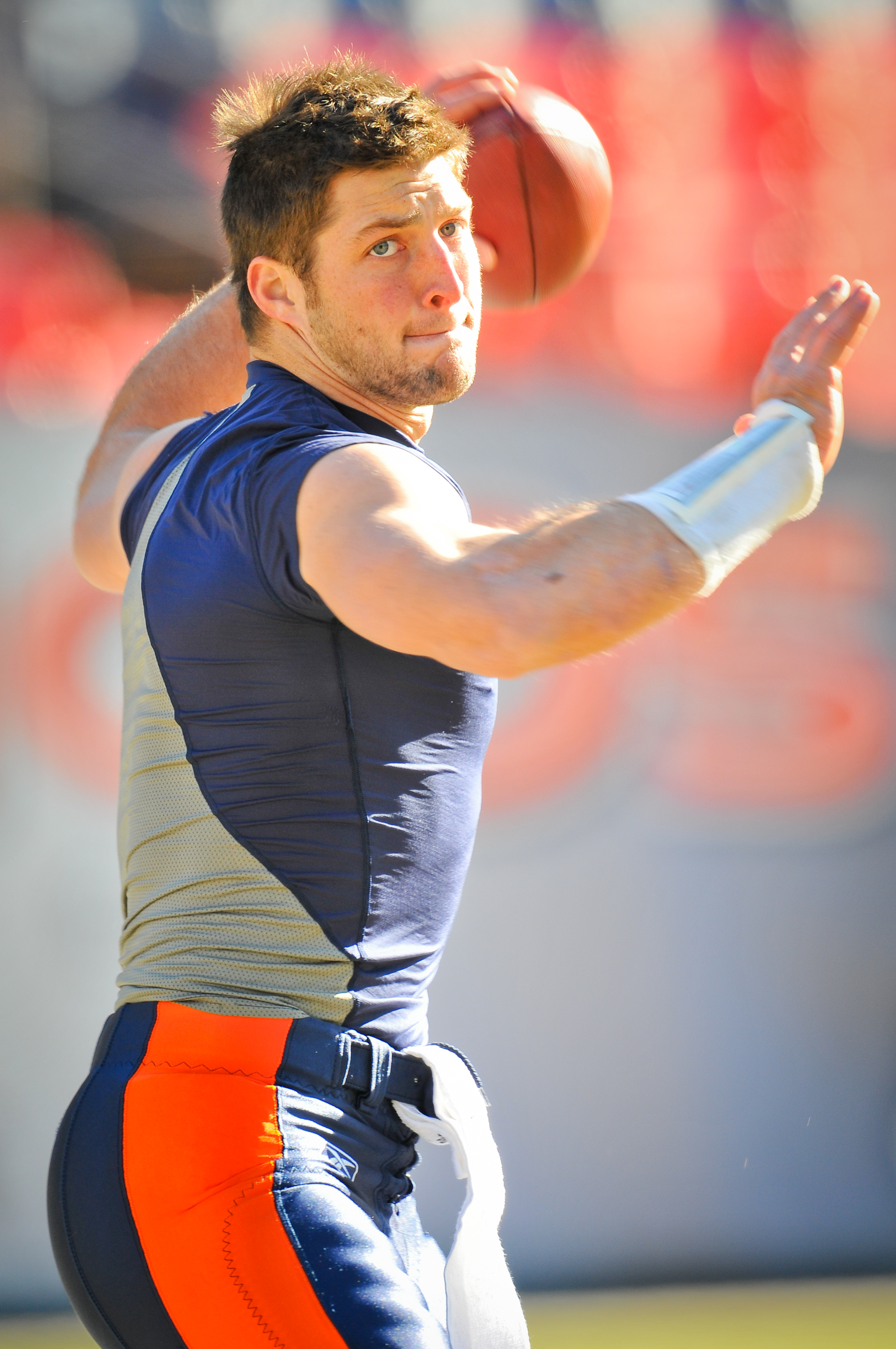
Tim Tebow nell'ultima gara della stagione regolare 2011

| Stagione regolare |                    |                       |                    |                    |                                                           |                    |
| Turno             | Data               | Avversario            | Risultato          | Record             | Stadio                                                    | NFL.com recap      |
| 1                 | 12/9               | Oakland Raiders       | S 20–23            | 0–1                | Sports Authority Field at Mile High                       | Recap              |
| 2                 | 18/9               | Cincinnati Bengals    | V 24–22            | 1–1                | Sports Authority Field at Mile High                       | Recap              |
| 3                 | 25/9               | at Tennessee Titans   | S 14–17            | 1–2                | LP Field                                                  | Recap              |
| 4                 | 2/10               | at Green Bay Packers  | S 23–49            | 1–3                | Lambeau Field                                             | Recap              |
| 5                 | 9/10               | San Diego Chargers    | S 24–29            | 1–4                | Sports Authority Field at Mile High                       | Recap              |
| 6                 | Settimana di pausa | Settimana di pausa    | Settimana di pausa | Settimana di pausa | Settimana di pausa                                        | Settimana di pausa |
| 7                 | 23/10              | at Miami Dolphins     | V 18–15 (DTS)      | 2–4                | Sun Life Stadium                                          | Recap              |
| 8                 | 30/10              | Detroit Lions         | S 10–45            | 2–5                | Sports Authority Field at Mile High                       | Recap              |
| 9                 | 6/11               | at Oakland Raiders    | V 38–24            | 3–5                | O.Co Coliseum                                             | Recap              |
| 10                | 13/11              | at Kansas City Chiefs | V 17–10            | 4–5                | Arrowhead Stadium                                         | Recap              |
| 11                | 17/11              | New York Jets         | V 17–13            | 5–5                | Sports Authority Field at Mile High                       | Recap              |
| 12                | 27/11              | at San Diego Chargers | V 16–13 (DTS)      | 6–5                | Qualcomm Stadium                                          | Recap              |
| 13                | 4/12               | at Minnesota Vikings  | V 35–32            | 7–5                | Mall of America Field at the Hubert H. Humphrey Metrodome | Recap              |
| 14                | 11/12              | Chicago Bears         | V 13–10 (DTS)      | 8–5                | Sports Authority Field at Mile High                       | Recap              |
| 15                | 18/12              | New England Patriots  | S 23–41            | 8–6                | Sports Authority Field at Mile High                       | Recap              |
| 16                | 24/12              | at Buffalo Bills      | S 14–40            | 8–7                | Ralph Wilson Stadium                                      | Recap              |
| 17                | 1/1                | Kansas City Chiefs    | S 3–7              | 8–8                | Sports Authority Field at Mile High                       | Recap              |

Note
- Gli avversari della propria division sono in grassetto.

### Playoff
| Turno      | Data             | Avversario                  | Risultato     | Record | Stadio                              | NFL.com recap |
| ---------- | ---------------- | --------------------------- | ------------- | ------ | ----------------------------------- | ------------- |
| Wild Card  | 8/1              | Pittsburgh Steelers (5)     | V 29–23 (DTS) | 1–0    | Sports Authority Field at Mile High | Recap         |
| Divisional | January 14, 2012 | at New England Patriots (1) | S 10–45       | 1–1    | Gillette Stadium                    | Recap         |

## Premi
- Von Miller:

rookie difensivo dell'anno